# Stadtgeschichten
Die Stadtgeschichten (engl. Tales of the City) sind eine Romanreihe und eine Fernsehserie, welche von dem aus San Francisco stammenden Schriftsteller Armistead Maupin geschrieben wurden. Der erste Band trägt ebenfalls den Titel Stadtgeschichten. Die ersten vier Bücher der Reihe erschienen ursprünglich als Fortsetzungsgeschichten im San Francisco Chronicle, das fünfte Buch im San Francisco Examiner. Die nachfolgenden Bände wurden direkt als Romane veröffentlicht.
In der Serie wird der Lebensstil in San Francisco in den 1970er- und 1980er-Jahren beschrieben, während die letzten Bücher nach 2000 spielen. Aspekte der sexuellen Orientierung sowie Gender und Transgender sind zentral in die Handlung eingebunden. Das Leben und die Karrieren einer Gruppe von Menschen, die sich an ihrem Wohnort Barbary Lane 28 kennenlernen, wird in einzelnen immer wieder verknüpften Handlungssträngen dargestellt. 

## Entstehung
Die Geschichten wurden zuerst als Serie (Titel: The Serial) in einer kurzlebigen San-Francisco-Ausgabe der Pacific Sun, einer Wochenzeitschrift aus Marin County, veröffentlicht. Nach fünf Folgen wurde der San-Francisco-Ableger der Pacific Sun eingestellt. Daraufhin wurde von Cyra McFadden eine neue Serie, in Marin County spielend, für die Hauptausgabe der Zeitschrift geschrieben (Dieser Stoff wurde später als Buch ein Bestseller und war 1980 auch Basis eines Films). Ein Kolumnist des San Francisco Chronicle, der regelmäßig Verwandte in Marin County besuchte, erinnerte sich, dass die Serie ihren Ursprung in San Francisco hatte. Er überzeugte den Herausgeber des Chronicle, den Verfasser der ursprünglichen Geschichten zu suchen. Sie fanden Maupin, der von den gleichen Charakteren ausging, und benannten die Serie nun Stadtgeschichten (Tales of the City).
1993 wurde das erste Buch als Minifernsehserie vom britischen Kanal Channel 4 verfilmt. In den USA strahlte das Public Broadcasting Service (PBS) die Serie 1994 aus. Die Verfilmungen des zweiten und dritten Buches wurden 1998 und 2001 ausgestrahlt. Die Drehbücher wurden von Maupin und Richard Kramer geschrieben. Bei einer Lesung im Bloomsbury Theater im Juli 2007 erwähnte Maupin, dass weitere Verfilmungen unwahrscheinlich seien. 
Maupin hat auch bei einigen musikalischen Projekten zur Buchserie mitgewirkt. Das Musical Anna Madrigal Remembers, komponiert von Jake Haggie mit einem Libretto von Maupin wurde von dem Chor Chanticleer und der Mezzosopranistin Frederica von Stade 1999 interpretiert. 
2007, 18 Jahre nach dem Erscheinen des sechsten Bandes (Sure of You), veröffentlichte Maupin das Buch Michael Tolliver Lives (Michael Tolliver lebt. Die neuesten Stadtgeschichten, 2008). Obwohl in dem Buch eine der Hauptfiguren der Serie im Mittelpunkt steht, hielt Maupin ursprünglich fest, dass es sich nicht um eine Fortsetzung der Stadtgeschichten handle, und dass es sicher nicht das siebente Buch der Serie sei. Später gestand er ein: „Ich habe aufgehört zu leugnen, dass es sich um das siebte Buch handelt, was es eindeutig ist […] Ich glaube ich wollte es mir beim Publikum mit der Formatänderung nicht verscherzen, da es sich um eine Erzählung in der Ich-Form handelt, anders als bei den Stadtgeschichten, die in der dritten Person geschrieben sind. Außerdem steht auch eine Figur im Mittelpunkt – mit ihren Beziehungen zu anderen Figuren. Nichtsdestotrotz handelt es sich natürlich um eine Fortsetzung und ich habe festgestellt, dass es für mich an der Zeit war in dieses Feld zurückzukehren.“ Beim achten Band Mary Ann in Autumn (Mary Ann im Herbst, 2012) griff Maupin den Stil der früheren Stadtgeschichten wieder auf, mit mehreren ineinander verwobenen Handlungssträngen. 2011 begann er die Arbeiten am endgültig letzten Buch für die Reihe, das schließlich unter dem Titel The Days of Anna Madrigal Anfang 2014 erschien.
2024 erschien der zehnte Band der Serie mit dem Titel Mona of the Manor (Landgeschichten).

## Schlüsselfiguren
Die Serie beginnt mit der Ankunft von Mary Ann Singleton, einer jungen naiven Frau aus Cleveland, Ohio, in San Francisco. Sie findet eine Wohnung in der Barbary Lane 28, in Besitz der exzentrischen, cannabiszüchtenden Anna Madrigal. Mary Ann freundet sich mit anderen Mietern an: der bisexuellen Hippiefrau Mona Ramsey (welche, obwohl sie eine zentrale Figur darstellt, nicht in allen Büchern vorkommt), dem heterosexuellen Schürzenjäger Brian Hawkins, dem unheimlichen und gerissenen Dachbewohner Norman Neal Williams und Michael Tolliver, dem sympathischen Schwulen, der von Freunden Mouse genannt wird und immer stärker in den Mittelpunkt der Serie rückt. Über das Haus hinaus begleiten Liebhaber und Freunde Mary Ann durch ihre Abenteuer in San Francisco. Monas Ex-Liebhaberin D’orothea Wilson kommt von einem Fotomodellauftrag aus New York zurück, während Michaels Liebhaber und DeDes Gynäkologe Jon Fielding in den Freundeskreis aufgenommen werden. Edgar Halcyon, der Chef von Mary Ann und Mona, DeDe Halcyon-Day und ihr intriganter bisexueller Gatte Beauchamp Day geben einen Einblick in eine wohlhabendere kalifornische Gesellschaftsschicht, während Anna Madrigals Mutter, eine Bordellbesitzerin, für Geheimnisse und komische Abwechslung sorgt. In den letzten zwei Büchern kommt Thack Sweeney als Michaels Liebhaber dazu. Das reale Leben findet durch den Sektenführer Jim Jones und eine kaum verhüllte Elizabeth Taylor Eingang in die Buchserie.

## Realismus in den Stadtgeschichten

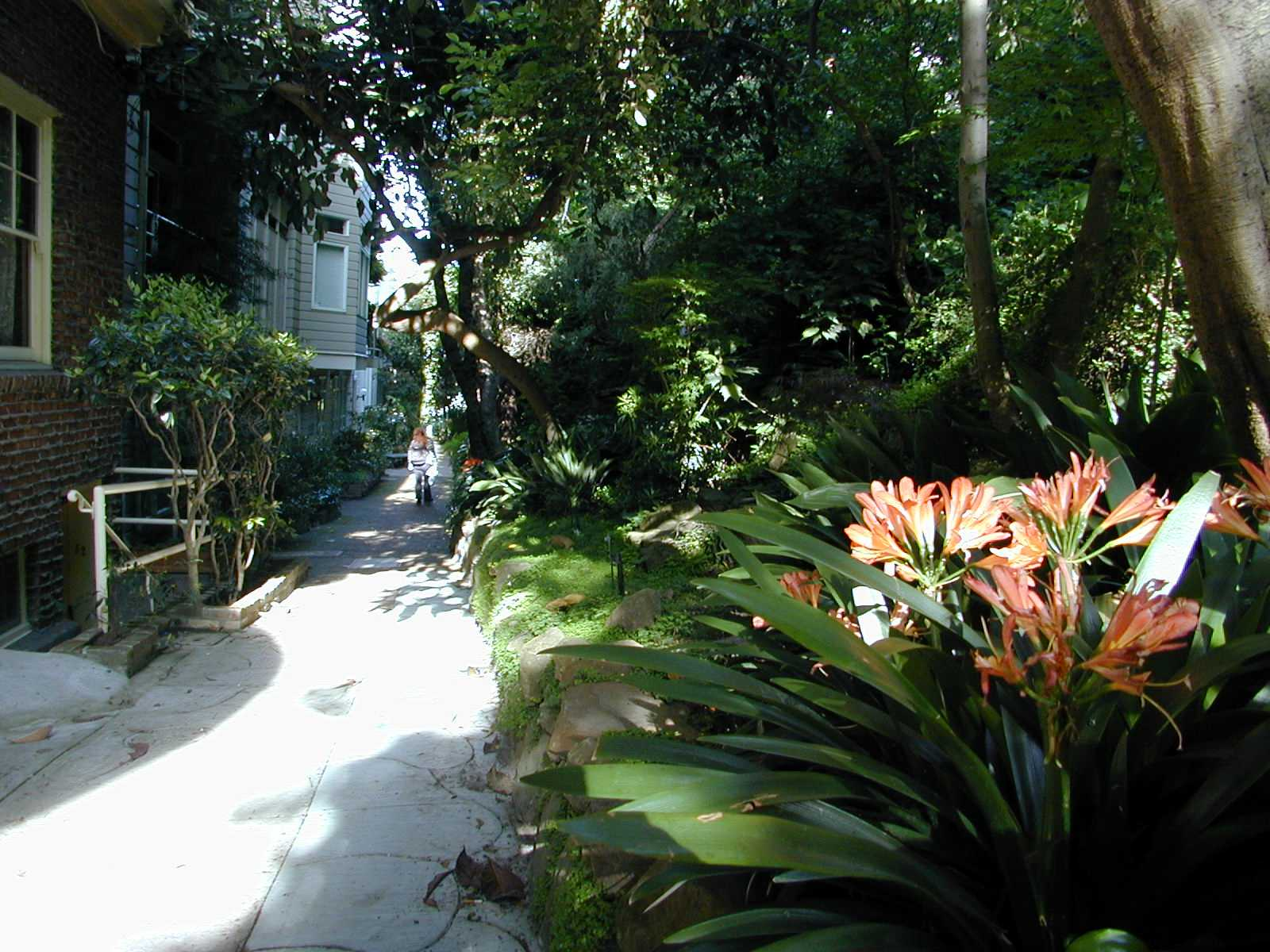
Macondray Lane, in der Fernsehserie zur fiktionalen Barbary Lane umgestaltet

Aktuelle Ereignisse fanden immer wieder Eingang in die Stadtgeschichten. Durch den kurzen Zeitabstand zwischen dem Schreiben und der Veröffentlichung konnte Maupin schnell auf aktuelle Ereignisse reagieren. Die Bücher von Maupin gehören auch zu den ersten, welche die AIDS-Epidemie thematisierten.

## Die Bücher
- Tales of the City, 1978 (Stadtgeschichten, 1993)
- More Tales of the City, 1980 (Mehr Stadtgeschichten, 1993)
- Further Tales of the City, 1982 (Noch mehr Stadtgeschichten, 1993)
- Babycakes, 1984 (Tollivers Reisen, 1993)
- Significant Others, 1987 (Am Busen der Natur, 1993)
- Sure of You, 1989 (Schluss mit Lustig, 1994)
- Michael Tolliver Lives, 2007 (Michael Tolliver lebt, 2008)
- Mary Ann in Autumn, 2010 (Mary Ann im Herbst, 2012)
- The Days of Anna Madrigal, 2014 (Die Tage der Anna Madrigal, 2017)
- Mona of the Manor, 2024 (Landgeschichten, 2024)

Auch in Maupins Romanen Maybe the Moon (Die Kleine) und The Night Listener (Der nächtliche Lauscher) treten Figuren aus den Stadtgeschichten auf.

## Das Musical
Im Frühsommer 2011 wird im American Conservatory Theater (A.C.T.) in San Francisco erstmals eine Musicalfassung von Maupins Stadtgeschichten präsentiert. Das Stück mit dem Titel Armistead Maupin’s Tales of the City – A New Musical wird ab dem 18. Mai in Previews gezeigt; die Premiere ist für den 1. Juni angesetzt und weitere Vorstellungen stehen bis zum 10. Juni auf dem Spielplan des Theaters. Das Buch schrieb Jeff Whitty, Autor des mit drei Tony Awards ausgezeichneten Musicals Avenue Q auf Grundlage der ersten beiden Bände von Maupins Stadtgeschichten (Tales of the City und More Tales of the City), Musik und Lyrics stammen von Jake Shears, dem Frontsänger der Band Scissor Sisters und von John Garden. Für die Choreographie ist Larry Keigwin verantwortlich; die Regie der Produktion liegt in den Händen von Jason Moore.
Es spielen und singen Judy Kaye (Anna Madrigal), Mary Birdsong (Mona Ramsey), Matthew Saldivar (Brian Hawkins), Manoel Felciano (Norman Neal Williams), Wesley Taylor (Michael "Mouse" Tolliver), Betsy Wolfe (Mary Ann Singleton), Josh Breckenridge (Jon Fielding), Richard Poe (Edgar Halcyon), Kathleen Elizabeth Monteleone (DeDe Halcyon-Day), Andrew Samonsky (Beauchamp Day) und viele andere.